# Neuseeländische Badmintonmeisterschaft 1965
Die Neuseeländische Badmintonmeisterschaft 1965 fand in Invercargill statt. Es war die 32. Austragung der Badmintonmeisterschaften von Neuseeland.

## Titelträger
| Disziplin    | Sieger                         |
| ------------ | ------------------------------ |
| Herreneinzel | Don Higgins                    |
| Dameneinzel  | Gaynor Simpson                 |
| Herrendoppel | Grenville Hinton Wong Tat Meng |
| Damendoppel  | Heather Robson Val Gow         |
| Mixed        | Don Higgins Gaynor Simpson     |